# Бадоян, Завен Левонович
Заве́н Лево́нович Бадоя́н (арм. Զավեն Լևոնի Բադոյան; 22 декабря 1989, Ереван, Армянская ССР, СССР) — армянский футболист, полузащитник. Выступал в национальной сборной Армении.

## Клубная карьера
Завен Бадоян родился в Ереване. Является воспитанником местной школы ФИМА (в русском переводе СКИФ). Но прежде попробовал себя в нескольких видах спорта и в итоге принял решение продолжить карьеру футболиста. В 6 лет пошёл в футбольную школу ФИМА, первым тренером стал Левон Барсегян. С 16 лет профессионально выступает в чемпионате Армении. В 2006 году подписал контракт с ереванской «Киликией», за которую выступал в течение двух сезонов. В 2008 году проходя службу в армии выступал за «Гандзасар», с которым завоевал бронзовые медали первенства и первые медали в своей карьере. В январе 2010 года прошёл просмотр в дилижанском «Импульсе», с которым впоследствии заключил контракт. Бадоян стал в команде основным игроком, проведя 27 матчей из 28 возможных, таких же показателей достигли Артур Петросян и Аветик Киракосян (капитан команды). В декабре 2011 года заключил 4-летний контракт с клубом БАТЭ.

## Карьера в сборной
В конце апреля 2010 года был вызван в состав молодёжной сборной Армении, а уже 20 мая того же года дебютировал в составе молодёжки против молодёжной сборной Эстонии.
В 2011 году Бадоян стал попадать в поле зрения тренерского штаба национальной сборной. Причиной стали прогрессирование в составе «Импульса». Перед игрой в Санкт-Петербурге главный тренер Вардан Минасян включил Бадояна в список на предстоящий матч с российской сборной. Однако Бадояну не суждено было в этот игровой день выйти на поле. Дебют Бадояна состоялся 10 августа в игре против сборной Литвы, но был омрачён крупным поражением со счётом 0:3.

## Достижения
«Гандзасар»
- Бронзовый призёр чемпионата Армении: 2008

БАТЭ
- Чемпион Белоруссии: 2012: 2013
- Обладатель Суперкубка Белоруссии: 2013

## Интересы и увлечения
Любимый чемпионат — испанская Примера, команда — «Барселона», футболист — аргентинец Лионель Месси, а тренер — Хосеп Гвардиола.

## Статистика выступлений
Данные на 2 декабря 2014 года
| Клуб             | Сезон            | Чемпионат | Чемпионат | Кубки | Кубки | Еврокубки | Еврокубки | Всего | Всего |
| Клуб             | Сезон            | Матчи     | Голы      | Матчи | Голы  | Матчи     | Голы      | Матчи | Голы  |
| ---------------- | ---------------- | --------- | --------- | ----- | ----- | --------- | --------- | ----- | ----- |
| Киликия          | 2006             | 14        | 1         | 0     | 0     | 0         | 0         | 14    | 1     |
| Киликия          | 2007             | 26        | 1         | 4     | 1     | 0         | 0         | 30    | 2     |
| Всего            | Всего            | 40        | 2         | 4     | 1     | 0         | 0         | 44    | 3     |
| Гандзасар        | 2008             | 6         | 0         | 0     | 0     | 0         | 0         | 6     | 0     |
| Гандзасар        | 2009             | 14        | 1         | 0     | 0     | 0         | 0         | 14    | 1     |
| Всего            | Всего            | 20        | 1         | 0     | 0     | 0         | 0         | 20    | 1     |
| Импульс          | 2010             | 27        | 4         | 2     | 0     | 0         | 0         | 29    | 4     |
| Импульс          | 2011             | 27        | 8         | 4     | 0     | 0         | 0         | 31    | 8     |
| Всего            | Всего            | 54        | 12        | 6     | 0     | 0         | 0         | 60    | 12    |
| БАТЭ             | 2012             | 6         | 0         | 0     | 0     | 0         | 0         | 6     | 0     |
| БАТЭ             | 2013             | 10        | 1         | 1     | 0     | 0         | 0         | 11    | 1     |
| Всего            | Всего            | 16        | 1         | 1     | 0     | 0         | 0         | 17    | 1     |
| Гомель           | 2014             | 29        | 3         | 3     | 0     | 0         | 0         | 32    | 3     |
| Всего            | Всего            | 29        | 3         | 3     | 0     | 0         | 0         | 32    | 3     |
| Всего за карьеру | Всего за карьеру | 159       | 19        | 14    | 1     | 0         | 0         | 173   | 20    |

| № | Дата            | Оппонент  | Счёт | Голы Бадояна | Соревнование            |
| 1 | 10 августа 2011 | Литва     | 0:3  | —            | Товарищеский матч       |
| 2 | 2 сентября 2011 | Андорра   | 3:0  | —            | Отборочный матч ЧЕ-2012 |
| 3 | 31 мая 2012     | Греция    | 0:1  | —            | Товарищеский матч       |
| 4 | 5 июня 2012     | Казахстан | 3:0  | —            | Товарищеский матч       |
| 5 | 3 сентября 2014 | Латвия    | 0:2  | —            | Товарищеский матч       |

Итого: 5 матча / 0 голов; 2 победы, 0 ничьих, 3 поражения.
(откорректировано по состоянию на 3 сентября 2014 года)